# Luke Jarrod McKenzie
Luke Jarrod McKenzie (* 26. Juli 1981 in Taree, New South Wales) ist ein ehemaliger australischer Triathlet und Duathlet. Er ist mehrfacher Ironman-Sieger (2008–2017) und wurde 2013 Zweiter bei der Ironman World Championship. Er wird in der Bestenliste australischer Triathleten auf der Ironman-Distanz auf dem dritten Platz geführt.(Stand: Oktober 2021)

## Werdegang
Luke McKenzie wuchs an der mittleren Nordwestküste Australiens auf. Von klein auf zeigte er eine große Leidenschaft für Sport. Er begann zunächst mit dem Fußballspielen, danach auch mit Rugby, Cricket, Tennis, Golf, Leichtathletik, Basketball, Laufen, Schwimmen sowie Wasserball.
1995 startete er bei seinem ersten Triathlon, konnte auf Anhieb den Sieg erreichen und konnte bis heute neunmal auf der Lang- bzw. Ironman-Distanz (3,86 km Schwimmen, 180,2 km Radfahren und 42,195 km Laufen) gewinnen.
Als 16-Jähriger startete er erstmals für das australische Nationalteam im Duathlon in Sankt Wendel, wo er als jüngster Teilnehmer in seiner Klasse den siebten Rang erreichte. 2001 wurde er in der Klasse der Junioren Dritter bei der Weltmeisterschaft auf der Kurzdistanz.

### Zweiter beim Ironman Hawaii 2013
Im Oktober 2013 wurde er Zweiter bei der Ironman World Championship auf Hawaii.
Im Dezember 2015 gewann er den Ironman in Busselton und mit seiner Siegerzeit von 7:55:57 Stunden erzielte McKenzie die schnellste Zeit bei einem Rennen in Australien.
Seine Spitznamen sind „Macca“ oder „Jimmy“. Seit 2018 tritt Luke McKenzie nicht mehr international in Erscheinung.

### Privates
Luke McKenzie war von 2010 bis 2013 mit der Triathletin Amanda Balding (* 1977) verheiratet.
 Seit dem 12. Mai 2016 ist er mit der Triathletin Beth McKenzie (geb. Gerdes) verheiratet. Im Mai 2014 kam ihre gemeinsame Tochter  zur Welt und im Juli 2017 eine zweite Tochter.

## Sportliche Erfolge
| Datum/Jahr    | Rang | Wettbewerb                                  | Austragungsort       | Zeit     | Bemerkung                                                                                     |
| ------------- | ---- | ------------------------------------------- | -------------------- | -------- | --------------------------------------------------------------------------------------------- |
| 5. Feb. 2017  | 3    | Hell of the West Triathlon                  | Goondiwindi          | 03:38:42 | 2 km Schwimmen, 80 km Radfahren und 20 km Laufen                                              |
| 8. Mai 2016   | 3    | Ironman 70.3 Vietnam                        | Đà Nẵng              | 03:59:18 |                                                                                               |
| 27. Feb. 2015 | 18   | Challenge Dubai                             | Dubai                | 03:53:11 | beim ersten Rennen der „Challenge Triple-Crown-Serie“                                         |
| 23. Sep. 2012 | 4    | Ironman 70.3 Cozumel                        | Cozumel              | 03:58:03 | bei der Erstaustragung                                                                        |
| 3. Juni 2012  | 2    | Ironman 70.3 Cairns                         | Cairns               | 04:08:01 |                                                                                               |
| 19. März 2011 | 3    | Ironman 70.3 San Juan                       | San Juan             |          |                                                                                               |
| 20. Sep. 2010 | 2    | Ironman 70.3 Cancún                         | Cancún               | 04:02:30 | [ 5 ]                                                                                         |
| 1. Mai 2010   | 1    | Busselton Half Ironman                      | Busselton            | 03:47:18 | Luke McKenzie konnte hier seinen Sieg aus dem Vorjahr wiederholen.                            |
| 31. Jan. 2010 | 1    | Hell of the West Triathlon                  | Goondiwindi          | 03:35:23 | mit neuem Streckenrekord                                                                      |
| 29. Mai 2009  | 3    | Ironman 70.3 Hawaii                         | Hawaii               | 04:11:58 |                                                                                               |
| 2. Mai 2009   | 1    | Busselton Half Ironman                      | Busselton            | 03:47:01 | Luke McKenzie gewinnt neben Charlotte Paul bei den Frauen.                                    |
| 19. Apr. 2009 | 2    | Ironman 70.3 China                          | Haikou               | 04:23:34 | McKenzie erreicht den zweiten Rang – und seine Partnerin Amanda Balding siegt bei den Frauen. |
| 2008          | 2    | Ironman 70.3 Hawaii                         | Hawaii               | 04:11:58 |                                                                                               |
| 2008          | 7    | Ironman 70.3 Word Championship              | Clearwater (Florida) | 03:45:11 | persönliche Bestzeit                                                                          |
| 2007          | 5    | Antwerp Ironman 70.3                        | Antwerpen            | 04:01:27 |                                                                                               |
| 7. Mai 2006   | 7    | Ironman 70.3 St. Croix                      | Saint Croix          | 04:15:07 |                                                                                               |
| 6. Dez. 2003  | 9    | ITU Triathlon World Championship U23        | Queenstown           | 02:00:53 | Triathlon-Weltmeisterschaft U23                                                               |
| 2002          | 16   | London International Triathlon              | London               |          |                                                                                               |
| 22. Juli 2001 | 3    | ITU Triathlon World Championship Junior Men | Edmonton             | 01:52:06 | Dritter bei der Weltmeisterschaft                                                             |

| Datum/Jahr    | Rang | Wettbewerb                | Austragungsort | Zeit     | Bemerkung |
| ------------- | ---- | ------------------------- | -------------- | -------- | --- |
| 13. Okt. 2018 | 27   | Ironman Hawaii            | Hawaii         | 08:30:32 | |
| 10. Sep. 2017 | 1    | Ironman Wisconsin         | Madison        | 08:17:19 | |
| 6. Dez. 2015  | 1    | Ironman Western Australia | Busselton      | 07:55:58 | persönliche Ironman-Bestzeit |
| 14. Juni 2015 | 1    | Ironman Cairns            | Cairns         | 08:18:01 | mit neuem Streckenrekord |
| 11. Okt. 2014 | 15   | Ironman Hawaii            | Hawaii         | 08:38:12 | Ironman World Championship |
| 20. Juli 2014 | 10   | Challenge Roth            | Roth           | 08:37:33 | |
| 12. Okt. 2013 | 2    | Ironman Hawaii            | Hawaii         | 08:15:19 | Zweiter bei der Ironman World Championship |
| 9. Juni 2013  | 1    | Ironman Cairns            | Cairns         | 08:17:42 | sechster Ironman-Sieg |
| 4. Dez. 2011  | 11   | Ironman Western Australia | Busselton      | 09:03:44 | |
| 8. Okt. 2011  | 9    | Ironman Hawaii            | Hawaii         | 08:25:42 | drittschnellste Radzeit (4:24:16 Stunden) bei der Ironman World Championship                                                                      |
| 24. Juli 2011 | 6    | Ironman Germany           | Frankfurt      | 08:26:51 | |
| 21. Mai 2011  | 12   | Ironman Texas             | The Woodlands  | 08:52:07 | |
| 30. Mai 2010  | 1    | Ironman Brasil            | Florianópolis  | 08:07:32 | fünfter Ironman-Sieg für Luke McKenzie in Brasilien mit neuem Streckenrekord                                                                      |
| 14. März 2010 | 1    | Ironman China             | Haikou         | 08:41:15 | |
| 7. Nov. 2009  | 7    | Ironman Florida           | Panama City    | 08:37:59 | |
| 10. Okt. 2009 | 15   | Ironman Hawaii            | Hawaii         | 08:38:38 | |
| 30. Aug. 2009 | 2    | Ironman Louisville        | Louisville     | 08:26:01 | |
| 21. Juni 2009 | 1    | Ironman Japan             | Gotō-Inseln    | 08:28:31 | Als Titelverteidiger am Start konnte er diesen verteidigen – bei den Damen erringt die Liechtensteinerin Nicole Klingler ihre erste Goldmedaille. |
| 28. Feb. 2009 | 1    | Ironman Malaysia          | Langkawi       | 08:26:48 | Beim ersten Ironman der Saison 2009 erreichte Luke McKenzie den ersten Rang über die Langdistanz.                                                 |
| 2008          | 29   | Ironman Hawaii            | Hawaii         | 09:02:17 | |
| 7. Dez. 2008  | 3    | Ironman Western Australia | Busselton      | 08:12:45 | persönliche Bestzeit auf der Ironman-Distanz |
| 2008          | 1    | Ironman Japan             | Gotō-Inseln    | 08:29:11 | Luke McKenzie erreichte mit der Zeit von 8:29:11 Stunden einen neuen Streckenrekord in Fukue-jima.                                                |
| 2008          | 5    | Ironman Australia         | Port Macquarie | 08:46:01 | |
| 2007          | 19   | Ironman Hawaii            | Hawaii         | 08:44:55 | |
| 2007          | 6    | Ironman Coeur d’Alene     | Coeur d’Alene  | 08:52:00 | |
| 2006          | 10   | Ironman USA               | Lake Placid    |          | |
| 2006          | 54   | Ironman Hawaii            | Hawaii         | 09:20:19 | |
| 2004          | 3    | Ironman Western Australia | Busselton      | 08:34:24 | |

(DNF – Did Not Finish)